# Капітолій штату Джорджія
Капітолій штату Джорджія (англ. Georgia State Capitol) знаходиться в місті Атланта (Atlanta) — столиці штату Джорджія (State of Georgia). У ньому проводить свої засідання Генеральна асамблея штату Джорджія, що складається з Палати представників та Сенату штату Джорджія.

## Історія
5 грудня 1877 у Джорджії відбулося голосування у тому, де має бути столиця штату, і перемогу здобула Атланта. В 1879 законодавці Джорджії погодилися з пропозицією Атланти виділити для капітолія землю на місці, де знаходилася міська ратуша.
У вересні 1883 законодавці Джорджії нарешті виділили 1 мільйон доларів на будівництво нового капіталу. Вони ухвалили, що вартість нового капітолія не повинна перевищувати 1 мільйон доларів, що будівля капітолія має бути споруджена з граніту і мармуру (переважно добувається в самій Джорджії), і що ця будівля має бути збудована до 1 січня 1889.
Для керівництва проектом була призначена спеціальна рада (англ. Board of commissions). Ця рада організувала національний конкурс проєктів нової будівлі капітолія. За результатами цього конкурсу був обраний проект архітектурної фірми Чикаго Edbrooke and Burnham (архітектори Уиллоуби Джеймс Эдбрук  і Франклин Пирс Бернем ). Для будівництва капітолія обрано фірму Miles and Horn з Толідо (штат Огайо), яка запропонувала здійснити будівництво за 862 756,75 доларів.
Будівництво почалося 13 листопада 1884 - правда, наріжний камінь закладений з деяким запізненням, 2 вересня 1885. У будівництві задіяно близько 250 осіб. Воно тривало близько чотирьох із половиною років і було завершено 20 березня 1889. Офіційне відкриття відбулося 4 липня 1889.
У 1971 Капітолій штату Джорджія включений до Національного реєстру історичних місць США (під номером 71001099), а 7 листопада 1973 йому присвоєний статус національної історичної пам'ятки США.

## Архітектура
Капітолій штату Джорджія виконаний у неокласичному стилі архітектури Відродження. Як основний матеріал для будівництва фірма Miles and Horn запропонувала використовувати вапняк з Індіани - ця пропозиція була схвалена порадою. Тим не менш, для внутрішніх підлог і сходів, а також частини стін капітолія використовувався мармур з Джорджії. Фундамент будівлі був складений з блоків, виготовлених з граніту, що також видобувається в Джорджії.
На момент закінчення будівництва висота Капітолія штату Джорджія склала 272 фути (83 м), і він був найвищим будинком в Атланті.